# 曼弗雷迪 (西西里国王)
曼弗雷迪（義大利語：Manfredi，1232年—1266年2月26日）是西西里国王（1258年－1266年在位），为神圣罗马帝国皇帝腓特烈二世与意大利贵妇比安卡·兰恰的私生子。
父亲腓特烈二世安排他作为其同父异母的哥哥德国国王康拉德四世在意大利的代理人，但曼弗雷迪很快就自己取得了西西里王國的王位。康拉德四世于1254年死后，曼弗雷迪作为康拉德儿子康拉丁的监护人不顾教宗的反对占据了西西里王国。教宗亚力山大四世将曼弗雷迪处以绝罚，并册封英格兰国王亨利三世之子埃德蒙·克劳奇巴克为西西里国王。曼弗雷迪成功抵挡了教宗的军队并于1258年8月10日加冕为西西里国王。
1260年，曼弗雷迪通过将女儿康斯坦丝与阿拉贡的继承人佩德罗订婚来巩固自己的势力。他试图与新教宗乌尔班四世进行和谈，但谈判没有取得任何结果。为了击败曼弗雷迪，乌尔班四世放弃英格兰转而寻求法国的帮助，册封法国国王路易九世的弟弟安茹的查理为西西里国王。1266年2月26日安茹的查理在贝内文托战役击败并杀掉了曼弗雷迪。

## 親族
第一次婚姻：薩沃伊的比阿特麗斯(Beatrice de Savoie)
- 子女：亞拉貢王后康斯坦斯

第二次婚姻：海倫娜‧安潔莉娜‧杜卡納(Helena Angelina Doukaina)
- 子女：西西里的費德里科(Federico of Sicily)
- 子女：西西里的恩里科(Enrico of Sicily)
- 子女：西西里的恩齊奧(Enzio of Sicily)
- 子女：佛羅德里斯(Flordelis)
- 子女：比阿特麗斯(Beatrice)